# Johannes Friedrich (gammalkatolik)
Johannes (eller Johann) Friedrich, född den 5 maj 1836, död den 19 augusti 1917, var en tysk, ursprungligen romersk-katolsk, teolog.
Friedrich blev extra ordinarie professor i kyrkohistoria i München 1865. På Vatikankonciliet 1870 tillhörde Friedrich oppositionen mot ofelbarhetsdogmen och blev 1871 exkommunicerad. 
Friedrich blev sedan en av gammalkatolikernas ledare och utgav bland annat Kirchengeschichte Deutschlands (2 band, 1867-69), Tagebuch, während des Vatikanischen Konzils geführt (1871), Geschichte des Vatikanischen Konzils (3 band, 1877-87), Ignaz von Döllinger (3 band, 1899-1901).